# Eva Darlan
Pour les articles homonymes, voir Darlan.
Eva Darlan, nom de scène d’Eva Osty, née le 3 septembre 1948 à  Paris 6e, est une comédienne, productrice et réalisatrice française.
Elle a également réalisé deux courts métrages.

## Biographie
À l'âge de 14 ans, Eva Darlan suit les cours de théâtre au cours Simon et débute à 16 ans en amateur. À 18 ans, elle rejoint l'école de la Rue Blanche.
Eva Darlan passe le concours d'hôtesse de l'air pour Air Inter. Elle suit des études théâtrales à l'École nationale supérieure des arts et techniques du théâtre, située alors rue Blanche et commence tout de suite une carrière théâtrale.
En 1976, le succès du spectacle des Jeanne (premier café-théâtre humoristique féministe qui se joue pendant sept ans dans le monde entier dont elle est co-autrice) lui ouvre les portes du cinéma. Elle tourne Une histoire simple de Claude Sautet, film pour lequel elle est nommée aux César du cinéma. Elle tourne également avec Claude Lelouch, Jean-Luc Godard, Jean-Pierre Mocky et Yves Boisset. Elle est durant de longues années l'égérie de Jean-Michel Ribes, avec qui elle tourne les séries humoristiques Merci Bernard et Palace.
Elle alterne cinéma, théâtre et la télévision qui lui offrent des rôles allant des drames les plus profonds aux personnages les plus extravagants, notamment dans Juste une question d'amour, Madame le Proviseur ou Fais pas ci, fais pas ça. Elle est également animatrice sur France Inter de l'émission C'est mon homme.
En 1985, elle publie un roman chez Albin Michel, Journal d'une chic fille, qui raconte les prémices amoureux de Françoise, une lycéenne sérieuse et sage dans une famille déjantée et fantasque.
En 2009, elle écrit et interprète le spectacle Divins Divans, seule en scène qui décrit une journée de consultations d’une psychanalyste.
En 2013, elle publie Crue et Nue : Le manifeste de mon corps aux éditions Jean-Claude Gawsewitch, un essai sur son corps pour évoquer le corps des femmes, dont elle tire un spectacle qu’elle joue pendant sept ans, à Paris, en province et à l’étranger.
En 2015 parait Je krach ! aux éditions du Moment, un témoignage de sa propre expérience face aux conséquences des subprimes.
En 2016 Grâce ! publié aux éditions Plon, retrace ses « combats jusqu’à Jacqueline Sauvage. »
En 2020, elle publie son deuxième roman Les Bruits du cœur, aux éditions Calmann-Lévy.

### Engagements
Féministe, Eva Darlan a été l’une des marraines de l’association Ni putes ni soumises. Ayant elle-même été victime de violences sexuelles et physiques, elle crée et préside en 2016 le comité de soutien à Jacqueline Sauvage, que François Hollande finira par gracier, et s’engage avec Osez le féminisme !, ainsi qu'avec Nous Toutes dans la lutte contre les violences faites aux femmes.
Elle est membre du collectif 50/50 qui a pour but de promouvoir l’égalité des femmes et des hommes et la diversité dans le cinéma et l’audiovisuel, et accompagne l’association Le Refuge qui recueille les jeunes homosexuels et homosexuelles abandonnés par leurs familles.
Dans sa jeunesse, d'abord enthousiaste pour la cause de la révolution iranienne qui se concrétise en 1979, elle fréquente des réunions où elle aide comme secrétaire à préparer des discours des proches de l'ayatollah Khomeini (qu'elle essaie de rencontrer, en vain). Elle fait passer des documents de l'opposition iranienne islamiste chiite dirigée par Khomeini, tandis qu'il est installé en exil en France à Neauphle-le-Château. Elle effectuera cela lors de séjours à Téhéran qu'elle obtient grâce aux billets partiellement gratuits réservés au personnel, documents qu'elle remet ensuite sur place.
Eva Darlan est également membre du comité d'honneur de l'Association pour le droit de mourir dans la dignité (ADMD).
Le 22 mars 2022, peu de temps avant les élections présidentielles de 2022, elle manifeste son soutien au candidat Jean-Luc Mélenchon.
Elle est signataire en octobre 2022 d'un appel à manifester contre la vie chère. Les signataires affirment qu'« Emmanuel Macron se saisit de l'inflation pour creuser les écarts de richesse, pour doper les revenus du capital, au détriment du reste » et appellent à « un sursaut populaire pour résister aux régressions et rouvrir un destin collectif fait de justice, de solidarité et de responsabilité écologique ».

## Filmographie

### Actrice

#### Cinéma
- 1976 : Le Jouet de Francis Veber : l'attachée de presse
- 1976 : Pour Clémence de Charles Belmont : Sarah
- 1976 : Pauline et l'Ordinateur de Francis Fehr : Hôtesse / une des « Jeanne »
- 1977 : Monsieur Papa de Philippe Monnier : Sylviane
- 1978 : Une histoire simple de Claude Sautet : Anna
- 1978 : Ils sont grands, ces petits de Joël Santoni : Nadine
- 1979 : Rien ne va plus de Jean-Michel Ribes : Jenny Blanka / l'animatrice
- 1980 : Les Uns et les Autres de Claude Lelouch : Éva
- 1980 : Une affaire d'hommes de Nicolas Ribowski : Solange Servolle
- 1981 : The Promising Boy (en) (Dečko koji obećava) de Miloš Radivojević (en) : Svajcarkinja
- 1982 : Traversées de Mahmoud Ben Mahmoud : Véra
- 1983 : Banzaï de Claude Zidi : Carole, la doctoresse
- 1985 : Parking de Jacques Demy : Dominique Daniel
- 1985 : Parole de flic de José Pinheiro : Dominique Reiner
- 1987 : Poule et Frites de Luis Rego : l'amie de Véra
- 1987 : Soigne ta droite de Jean-Luc Godard : la passagère
- 1987 : Les Saisons du plaisir de Jean-Pierre Mocky : Marthe Germain
- 1987 : Le bonheur se porte large d'Alex Métayer : Florence, la femme de Bruno
- 1988 : Baby Blues de Daniel Moosmann : Brigitte Uzes
- 1988 : La Petite Amie de Luc Béraud : Béatrice
- 1989 : Un été d'orages de Charlotte Brändström : Hélène
- 1990 : Le Vent de la Toussaint de Gilles Béhat : Jacqueline Peyrot
- 1990 : Aujourd'hui peut-être... de Jean-Louis Bertuccelli : Marie
- 1991 : Sushi Sushi de Laurent Perrin : Hélène
- 1992 : Un, deux, trois, soleil de Bertrand Blier : Jeanine
- 1994 : Les Patriotes d'Éric Rochant : Mme Prieur
- 1996 : Violetta la reine de la moto de Guy Jacques : Roseline
- 2000 : Scènes de crimes de Frédéric Schoendoerffer : la commissaire principale
- 2002 : Femme fatale de Brian De Palma : Irma
- 2003 : Toutes les filles sont folles de Pascale Pouzadoux : la mère de Céleste et Rosalie
- 2004 : Grande École de Robert Salis : Mme Chouquet
- 2005 : Le Plus Beau Jour de ma vie de Julie Lipinski : Sylvaine Després
- 2005 : Je vous trouve très beau d'Isabelle Mergault : Mme Marais
- 2007 : Enfin veuve d'Isabelle Mergault
- 2007 : Musée haut, musée bas de Jean-Michel Ribes
- 2011 : Beur sur la ville de Djamel Bensalah : Mme Gassier
- 2021 : Villa Caprice de Bernard Stora : Isabelle Jacquin
- 2022 : Irréductible de Jérôme Commandeur : Monique

#### Courts-métrages
- 1987 : Horoscope favorable de Christine Ehm
- 1999 : J'ai fait des sandwiches pour la route de Stéphan Guérin-Tillié
- 2000 : Scénarios sur la drogue : Déçue d'Isabelle Doval
- 2001 : Vices & Services d'Olivier Soler
- 2003 : Je m'indiffère d'Alain Rudaz et Sébastien Spitz : la mère
- 2004 : Ciao bambino de Pascal Chauveau : la fée bleue
- 2007 : Acteur de Jocelyn Quivrin
- 2010 : Maman !, d'Hélène de Fougerolles : la pharmacienne

#### Télévision
- 1979 : Histoires insolites, épisode La Stratégie du serpent d'Yves Boisset : Pauline
- 1980 : Médecins de nuit de Peter Kassovitz, épisode : L'usine Castel (série télévisée) : l'ingénieur Baumier
- 1980 : Nous ne l'avons pas assez aimée : Françoise
- 1981 : Histoire contemporaine : Mme de Gromance
- 1982 : Merci Bernard : plusieurs rôles
- 1983 : Les Uns et les Autres
- 1985 : Un homme comblé (Laura)
- 1985 : Le Réveillon : Denise Masclaffier
- 1987 : La Lettre perdue de Jean-Louis Bertuccelli : Caroline
- 1988 : M'as-tu-vu ?
- 1988 : Sueurs froides, épisode Mise à l'index de Bernard Nauer
- 1988 : Palace : Thalie / Janine / Ginger / la femme du pêcheur
- 1991 : Screen Two (en) (saison 7, épisode 9 : Do Not Disturb) : Francoise Gite
- 1991 : Largo desolato : Zuzana
- 1992 : Un enfant dans la tourmente : Tante Cielia
- 1992 : Dis maman, tu m'aimes ? : Hélène
- 1993 : Le Château des Oliviers : Mireille Bouvier
- 1995 : L'Amour en prime : Madame K.
- 1996 : La Dame du cirque : Jeanne
- 1997 : Parfum de famille : Jacqueline
- 1998 : Les Marmottes : Frédérique
- 1998 : Le Temps d'un éclair : Julie
- 1999 : Palazzo : Laetitia Palazzo
- 1999 : Du jour au lendemain : Marie-Josée Rodrigue, dite « Marie Jo »
- 1999 : Les Complices : Nicole Lambert
- 1999-2001 : Les Monos : Margot
- 2000 : Les Jours heureux : Françoise
- 2000 : Deux frères : Muriel
- 2000 : Charmants voisins : Catherine Berger
- 2000 : Juste une question d'amour : Emma
- 2000 : Joséphine, ange gardien, épisode Le Combat de l'ange : Armelle
- 2001 : De toute urgence : Davennes
- 2001 : Les Filles à papa : Carole Daloiseau
- 2001 : Villa mon rêve : Patricia Latour
- 2002 : Le Secret de la belle de Mai : Nicole
- 2002 : La mort est rousse : Patricia
- 2002 : Tous les chagrins se ressemblent : Béatrice
- 2002 : On n'a plus de sushis à se faire : Micheline
- 2004 : L'Un contre l'autre : Jeanne
- 2004 : Trop jeune pour moi ? : Béatrice
- 2004-2006 : Madame la Proviseure : Marie Calvet
- 2009 : La Liste : Martha Lombardi
- 2010 : Un divorce de chien de Lorraine Lévy : Louise
- 2010-2016 : Fais pas ci, fais pas ça, saisons 3, 5, 6 et 8 : Monique, la mère de Valérie
- 2011 : Camping Paradis, saison 2, épisode 4 : Sœur Mathilde
- 2013 : Scènes de ménages : entre amis : Jacqueline, une amie veuve de Raymond et Huguette
- 2013 : Ma vie au grand air de Nicolas Herdt : Ève Marcadier
- 2014 : Candice Renoir (1 épisode) : Francesca
- 2014 : Piège blanc d'Abel Ferry
- 2014 : Mes grands-mères et moi de Thierry Binisti : Colette
- 2015 : Joséphine, ange gardien : Belle mère, belle fille : Jacqueline Legendre
- 2015 : La Promesse du feu de Christian Faure : Nancy Le Guen
- 2018 : Scènes de ménages : Aventures sous les Tropiques
- 2018 : Meurtres à Lille de Laurence Katrian : Violaine Maurin
- 2018 : La Promesse de l'eau de Christian Faure : Nancy Le Guen
- 2020 : Faites des gosses de Philippe Lefebvre : Claudine
- 2020 : Réunions de Laurent Dussaux : Jeanne
- 2020 : Alice Nevers : Violaine Sollers (saison 18, épisodes 5-6 : Le Pacte)
- 2022 : De miel et de sang de Lou Jeunet : Géraldine
- 2023 : Meurtres sur les Îles de Lérins d'Anne Fassio : Jeanne Beaumont
- 2023 : Mère indigne d'Anne-Élisabeth Blateau et Romain Fisson Edeline : Pauline

### Réalisatrice
- 1983 : Attitudes (court-métrage)
- 1991 : Lorsque l'enfant parfait (court-métrage)

## Théâtre
- 1968 : L'étoile devient rouge de Seán O'Casey, mise en scène de Pierre Valde
- 1969 : La Célestine de Fernando de Rojas, mise en scène de René Mairal, Comédie de Reims
- 1970 : Vive le fric !, spectacle café théâtre
- 1972 : Le Malade imaginaire de Molière, mise en scène de Jean-Louis Roux au Théâtre du Nouveau Monde à Montréal
- 1976 : Les 3 Jeanne d'Eva Darlan, Martine Boëri, Éliane Boëri et Chantal Pelletier
- 1977 : À force d'attendre l'autobus d'Eva Darlan
- 1977 : Par delà les marronniers de Jean-Michel Ribes, mise en scène de l'auteur
- 1978 : Jacky Paradis de Jean-Michel Ribes, mise en scène de l'auteur
- 1978 : Les Fraises musclées de Jean-Michel Ribes, mise en scène de l'auteur
- 1985 : Tailleur pour dames de Georges Feydeau, mise en scène Bernard Murat, théâtre des Bouffes-Parisiens
- 1991 : Le Vieil Hiver de Roger Planchon, mise en scène de l'auteur
- 1991 : Rumeurs de Neil Simon, adaptation de Jean Poiret, mise en scène Pierre Mondy, théâtre du Palais-Royal
- 1992 : Fragile Forêt de Roger Planchon, mise en scène de l'auteur, TNP, théâtre national de la Colline
- 1994 : À cloche pied de Patricia Levrey
- 1995 : Par-dessus la jambe de Patricia Levrey
- 2001 : Tartuffe de Molière, mise en scène de Jean-Claude Brialy
- 2002 : L'Avare de Molière, mise en scène Daniel Benoin, 2003 : théâtre Silvia-Monfort
- 2002 : Baron de Jean-Marie Besset, mise en scène de l'auteur et Gilbert Désveaux, théâtre Tristan-Bernard
- 2003 : Les Monologues du vagin d'Eve Ensler, mise en scène Isabelle Rattier, théâtre Michel
- 2004 : Faux Départ de Jean-Marie Chevret, mise en scène Thierry Harcourt, Théâtre Rive Gauche
- 2005 : Célébration d'Harold Pinter, mise en scène Roger Planchon, théâtre du Rond-Point
- 2006 : Divins Divans de Sophie Daquin et Eva Darlan, mise en scène Jean-Paul Muel, théâtre des Mathurins
- 2008 : La Cantatrice chauve d'Eugène Ionesco, mise en scène Daniel Benoin, théâtre Silvia-Monfort
- 2008 : Bains de minuit de Jack William Sloane, mise en scène Daniel Colas, théâtre des Mathurins
- 2009 : Divins Divans de Sophie Daquin et Eva Darlan, mise en scène Jean-Paul Muel, Festival d'Avignon « off »
- 2009 : Chat en poche de Georges Feydeau, mise en scène Christophe Barratier, théâtre national de Nice
- 2012 : L'École de la médisance ou Le Collège des Langues de Vipères de Richard Brinsley Sheridan, mise en scène Stéphane Boutet, tournée
- 2013 : Crue et nue d'Eva Darlan, Festival d'Avignon « off »
- 2015 : Conseil de famille d'Amanda Sthers et Morgan Spillemaecker, mise en scène Éric Civanyan, théâtre de la Renaissance et tournée
- 2018 : Les Grandes chaleurs de Michel Marc Bouchard, mise en scène Christian Bordeleau, tournée
- 2022 : Irrésistible de et mise en scène Eva Darlan, Festival off d'Avignon - théâtre Le Petit Chien

## Distinctions

### Nominations
- César 1979 : César de la meilleure actrice dans un second rôle pour Une histoire simple

### Décorations
- Officière de l'ordre des Arts et des Lettres (2012) ; chevalière dans les années 1990.

## Publications
- Eva Darlan, Le journal d'une chic fille, Albin Michel, 1985, 219 p.  (ISBN 978-2226024862)
- Eva Darlan, Crue et nue : Le manifeste de mon corps, Jean-Claude Gawsewitch Éditeur, 2013, 224 p. (ISBN 978-2350134062)
- Eva Darlan, Je krach !, éditions Du Moment, 2015, 194 p.  (ISBN 978-2354173418)
- Eva Darlan, préface de Nathalie Garçon, Grâce ! Mes combats jusqu'à Jacqueline Sauvage, Plon, 2016, 204 p. (ISBN 978-2259249676)
- Eva Darlan, Les bruits du cœur, Calmann-Lévy, 2020, 320 p. (ISBN 978-2702180747)